# Incident de l'ornithologue de Central Park
L'incident de l'ornithologue de Central Park est une confrontation survenue le 25 mai 2020 entre Amy Cooper, une femme blanche qui promenait son chien, et Christian Cooper (aucun lien de parenté), un ornithologue noir, dans une section de Central Park dans la ville de New York connue sous le nom de Ramble. Le chien d'Amy Cooper n'était pas tenu en laisse dans le Ramble, une zone où la tenue en laisse est obligatoire ; elle aurait refusé la demande de Christian Cooper de tenir son chien en laisse. Lorsque Christian a fait signe au chien de venir vers lui avec de la nourriture pour chien, dans l'intention de le tenir en laisse lui-même, Amy a crié « Ne touchez pas à mon chien ! ». Christian a commencé à enregistrer Amy, qui a appelé le 9-1-1 ; lorsque les agents de la police de la ville de New York sont intervenus, les deux personnes étaient parties.
L'incident a reçu une large publicité lorsqu'une vidéo d'une partie de l'incident est devenue virale dans les heures qui ont suivi l'événement. Le 6 juillet 2020, le procureur de Manhattan a annoncé qu'Amy Cooper avait été inculpée pour avoir déposé un faux rapport de police, un délit passible d'une peine pouvant aller jusqu'à un an de prison. Elle a été mise en accusation le 14 octobre. Les charges contre elle ont été abandonnées en février 2021 après qu'elle a suivi un cours éducatif.
Cet incident à Central Park s'est produit le même jour que le meurtre de George Floyd par des agents de la police de Minneapolis dont le policier Derek Chauvin, qui a déclenché des mois de manifestations en Occident.

## Faits
Le 25 mai 2020 au matin, une femme nommée Amy Cooper promenait son chien dans une zone de Central Park connue sous le nom de Ramble. Le scénariste et éditeur de bandes dessinées Christian Cooper, qui n'a aucun lien de parenté avec Amy Cooper, y observait les oiseaux et a remarqué que le chien d'Amy n'était pas attaché et courait librement, en dépit de l'obligation de tenir les chiens en laisse dans cette partie du parc, selon le Central Park Conservancy, qui gère le parc sous contrat avec la ville.
Christian a demandé à Amy de tenir son chien en laisse, ce qu'elle aurait refusé. Selon ses propres dires, Christian a alors dit : « Écoute, si tu fais ce que tu veux, je vais faire ce que je veux, mais tu ne vas pas aimer ça », et a fait signe au chien de venir vers lui avec une friandise pour chien.
Amy a alors crié : « Ne touchez pas à mon chien ! ».  Christian a alors commencé à enregistrer sur son téléphone portable.

La vidéo de Christian Cooper commence par l'approche d'Amy Cooper qui lui demande d'arrêter d'enregistrer et lui montre son doigt dans le visage.
Il lui dit : « S'il te plaît, ne t'approche pas de moi ». Elle dit alors à Christian : « J'appelle les flics… je vais leur dire qu'il y a un afro-américain qui menace ma vie  ». Elle sort alors son téléphone et commence à appeler la police. Lorsqu'elle est connectée à l'opérateur du 9-1-1, elle lui dit : « Il y a un homme afro-américain - je suis à Central Park - il m'enregistre et me menace ainsi que mon chien. S'il vous plaît, envoyez les flics immédiatement ! »
La vidéo se termine avec Christian lui disant « merci », au moment où elle tient le chien en laisse. La police a déclaré qu'au moment où ils ont répondu, les deux personnes étaient parties.
Le New York Times a rapporté en octobre 2020 qu'Amy avait fait un deuxième appel 9-1-1 contre Christian, dans lequel elle alléguait que Christian avait tenté de l'agresser. Cependant, le Times a par la suite corrigé le fait que le deuxième appel avait lieu lorsqu'un répartiteur du 9-1-1 l'a rappelée. L'existence du deuxième appel 9-1-1 n'a pas été signalée par les médias au moment de l'incident.

## Réaction
La sœur de Christian Cooper a publié la vidéo sur son compte Twitter, tandis que Christian a publié la vidéo sur sa propre page Facebook. La vidéo Twitter à elle seule a reçu plus de 40 millions de vues.
Elle a été accusée de s'être faussement présentée comme étant en danger physique immédiat, évoquant une histoire de "tendance des gens et de la police à traiter les personnes noires avec suspicion".
Dans la vidéo, on voit Amy traîner son chien, un cocker spaniel, par son collier,.
Le 25 mai, elle a déposé le chien au refuge où elle l'avait adopté deux ans auparavant.
Le 3 juin, après une évaluation par le vétérinaire du refuge, le chien lui a été rendu.
Après avoir visionné la vidéo ce jour-là, l'employeur d'Amy, Franklin Templeton, l'a suspendue en attendant une enquête. Le lendemain, l'entreprise l'a définitivement licenciée, avec effet immédiat de son poste de responsable des investissements en assurance de la société, indiquant sur son compte Twitter qu'il ne tolère aucune forme de racisme.
Dans un commentaire sur Facebook, l'animateur de télévision Trevor Noah a déclaré que la confrontation entre les deux Cooper était un exemple de la manière dont les Américains blancs et noirs voient et sont vus différemment par la police. Selon lui, le fait que cet événement ait été filmé signifie que les téléspectateurs ont pu percevoir les actions d'Amy Cooper comme délibérées, et vérifier l'inégalité de traitement des personnes de couleurs différentes par la police. L'incident a attiré l'attention sur la possibilité que de nombreux événements similaires aient pu avoir lieu aux États-Unis sans la moindre preuve vidéo ou audio.

## Affaire
Au cours de la semaine de l'incident, la Commission des droits de l'homme de la ville de New York a lancé une enquête sur l'interaction et a envoyé une lettre à Amy Cooper pour lui demander de coopérer. La commission a le pouvoir d'infliger des amendes aux personnes qui violent la loi, d'accorder des dommages-intérêts aux victimes, d'ordonner une formation sur la loi sur les droits de l'homme de la ville de New York et d'ordonner des travaux d'intérêt général.
L'association civique de Central Park a demandé au maire de New York, Bill de Blasio, d'interdire à Amy Cooper l'accès au parc. Le 6 juillet 2020, le procureur de Manhattan, Cyrus Vance Jr, a annoncé qu'Amy Cooper avait reçu un ticket de comparution (un ordre de comparution devant le tribunal pénal de la ville de New York) et qu'elle était accusée d'avoir déposé un faux rapport de police, un délit passible d'une peine maximale d'un an de prison. Sa mise en accusation était prévue pour le 14 octobre. Le procureur de Manhattan a déclaré dans un communiqué : "Nous sommes fermement déterminés à faire en sorte que les auteurs de cette conduite rendent des comptes". Dans un article du New York Times publié le 7 juillet 2020, Christian Cooper a déclaré qu'il ne coopérait pas avec l'enquête du procureur de Manhattan, affirmant que "lui apporter encore plus de malheur semble juste s'accumuler."
La semaine suivante, il a développé son point de vue dans un article d'opinion du Washington Post, déclarant qu'il était mitigé quant à l'idée de la poursuivre en justice parce que « je pense que c'est une erreur de se concentrer sur cette seule personne. La chose importante que l'incident met en évidence est le préjugé racial de longue date et profondément ancré contre nous, les noirs et les basanés, qui imprègne les États-Unis. »
En octobre 2020, lors d'une comparution devant le tribunal pour Amy Cooper, les procureurs du district du comté de New York ont révélé qu'il y avait un deuxième appel au 9-1-1 effectué par un répartiteur du 911 qui a rappelé Mme Cooper. C'était la première fois que l'existence de ce deuxième appel au 911 était rendue publique,. Amy Cooper comparaissait devant le tribunal pour faire face à des accusations de dépôt d'un faux rapport, ce qui est passible d'une peine d'emprisonnement pouvant aller jusqu'à un an.
En février 2021, les charges contre Amy Cooper ont été abandonnées après qu'elle a suivi un programme éducatif et thérapeutique de cinq sessions axé sur l'identité raciale,,.